# Elenino, Stara Zagora
Elenino (în bulgară Еленино) este un sat în comuna Stara Zagora, regiunea Stara Zagora,  Bulgaria. 

## Demografie
Componența etnică a satului Elenino
     Nicio identificare (28,51%)
     Romi (12,64%)
     Bulgari (58,84%)
     Turci (0%)
La recensământul din 2011, populația satului Elenino era de 712 locuitori. Din punct de vedere etnic, majoritatea locuitorilor (58,84%) erau bulgari, cu o minoritate de romi (12,64%). Pentru 28,51% din locuitori nu este cunoscută apartenența etnică.